# Caterina Balivo
Caterina Balivo (Aversa, 21 febbraio 1980) è una conduttrice televisiva ed ex modella italiana.

## Biografia

### Gli esordi
Nata ad Aversa, in provincia di Caserta, città di origine della famiglia, partecipa nel 1999 al concorso Miss Italia come "Miss Amarea Moda Mare Campania", classificandosi terza nella finale di Salsomaggiore Terme. Esordisce come valletta di Fabrizio Frizzi nella 7ª edizione di Scommettiamo che...?, trasmissione di punta di Rai 1, per la quale, dal 2000, collabora continuativamente partecipando come inviata a show come I raccomandati di Carlo Conti, Miss Italia, Miss Italia Top e Miss Italia Notte.
Tre anni dopo, nel 2003, dopo una piccola parentesi sul canale Stream News dove conduce il varietà Bollicine, ebbe alcune piccole parti nel mondo del cinema, dei fotoromanzi e del teatro con le partecipazioni al film Il regalo di Anita e le interpretazioni in Con le buone o con le cattive e Trenta senza Lode, due commedie teatrali entrambe per la regia di Marco Falaguasta. Ritorna sulla rete ammiraglia della Rai come conduttrice del varietà Courmayeur on Ice e fa il suo ingresso nel cast di Unomattina, dove conduce la rubrica Unomattina Estate In Giardino e lo spin-off Unomattina Estate Sabato & Domenica.
Approda poi a Casa Raiuno al fianco di Massimo Giletti, cimentandosi anche nella danza e dimostrando di non aver abbandonato il desiderio di diventare una conduttrice televisiva "a tutto tondo". Dal settembre 2004 affianca Enza Sampò, Franco Di Mare, Sonia Grey ed Eleonora Daniele in una nuova edizione di Unomattina, per poi condurre, sempre su Rai 1, anche la rubrica Master e, il 31 dicembre dello stesso anno, il veglione di fine anno di Rai 1 L'anno che verrà accanto a Carlo Conti in diretta da Rimini.

### Il successo conFesta italianae gli spettacoli in prima serata
Nel 2005, sempre su Rai 1, conduce, con Paolo Brosio, le puntate speciali di Linea verde in diretta da Sanremo e da Verona, mentre, a settembre dello stesso anno, inizia la sua avventura come conduttrice unica con Festa italiana, varietà pomeridiano di Rai 1 che si ripropone in tutte le successive stagioni fino al 2010 e che, di anno in anno, allunga sempre di più la sua durata, trasformandosi da costola de La vita in diretta a vero e proprio spettacolo di punta della rete.
Nell'estate del 2007, ancora su Rai 1, approda in prima serata per condurre il varietà dedicato alla canzone napoletana Napoli prima e dopo e, affiancata da Biagio Izzo, ripropone lo spettacolo comico del sabato sera Stasera mi butto, di grande successo negli anni novanta, che anche nella sua nuova e rinnovata edizione riscuote grossi consensi nel pubblico. Successivamente, nella stagione televisiva 2007-2008, oltre all'ormai rodata Festa italiana, ritorna, sempre su Rai 1, al sabato sera, questa volta con Dimmi la verità, un game show dedicato alle affinità elettive in un rapporto a due, con protagoniste in ogni puntata quattro coppie formate da personaggi del mondo dello spettacolo e dello sport. Nell'estate dello stesso anno, conduce ancora una volta il concerto Napoli prima e dopo, la diciottesima edizione del concorso di Miss Italia nel Mondo e, il 5 luglio, la puntata numero zero del game show Usa la testa!
Dal 15 settembre 2008 il suo show Festa italiana, giunto alla quarta edizione, viene abbinato alla Lotteria Italia; mentre, dal 13 gennaio 2009, viene promossa ancora una volta in prima serata con la seconda edizione di Dimmi la verità, che, nelle ultime puntate, contro ogni previsione, batte la concorrenza, e nella finale riesce a prevalere anche sul talent show, campione d'ascolti, Amici di Maria De Filippi.
A marzo 2009 trionfa nella quarantanovesima edizione del Premio Regia Televisiva come "Personaggio rivelazione dell'anno", a insindacabile giudizio di una giuria di qualità presieduta da Gigi Vesigna, che ha provveduto a stilare l'elenco delle nomination sulla base delle segnalazioni di numerose testate giornalistiche italiane. Dal 21 aprile dello stesso anno conduce il varietà I sogni son desideri, affiancata da Marco Liorni, nello spettacolo si realizzano i sogni dei telespettatori: ad esempio un matrimonio, una casa o incontrare una persona famosa. Il 27 giugno conduce la 19ª edizione del concorso Miss Italia nel Mondo, mentre il 15 luglio va in onda, sempre su Rai 1, una nuova edizione di Napoli prima e dopo per la terza volta consecutiva sotto la sua guida. Dal 14 settembre 2009 torna sempre su Rai 1 con la quinta edizione (2009-2010) di Festa italiana; una novità di questa stagione è la rubrica Per capirti, dove genitori e figli, che non riescono più a comunicare tra di loro, si incontrano in studio per cercare di attraversare la linea immaginaria che li separa.
Dal 13 settembre 2010, dopo la chiusura improvvisa di Festa italiana, passa a Rai 2, nel pomeriggio, con la trasmissione Pomeriggio sul 2 che ottiene ottimi ascolti. Il 10 dicembre dello stesso anno conduce, sempre su Rai 2, lo Speciale Motor Show 2010, in coppia con DJ Ringo.

### Parentesi radiofonica su Radio Monte Carlo
Nella stagione 2011/2012, non trovando spazio in TV, inizia la sua avventura radiofonica: sarà infatti in diretta dal lunedì al venerdì dalle ore 9 alle 10 su Radio Monte Carlo a condurre Alfonso Signorini Show. Nell'estate 2011, la Balivo è in lizza per la conduzione delle nuove edizioni di Domenica In e Quelli che il calcio ma viene scartata in entrambi i casi (a Domenica In viene riconfermata Lorella Cuccarini mentre a Quelli che il calcio viene chiamata Victoria Cabello); anche a Pomeriggio sul 2 (nel frattempo tornato a chiamarsi Italia sul 2) viene sostituita da Lorena Bianchetti rimanendo così senza un programma. Il 24 e il 25 dicembre 2011 conduce su Radio Monte Carlo gli speciali natalizi di Christmas Nightfly.
La Balivo è stata ospite alla prima puntata del Chiambretti Sunday Show, precisamente nel "confessionale" di Piero Chiambretti: il conduttore ha commentato in modo ironico la sua esclusione dalla RAI dando la colpa a una fantomatica Lorenza Bianchetti (notare che Chiambretti allude all'amicizia personale che lega Lorenza Lei, all'epoca dei fatti direttore generale della RAI, alla conduttrice Lorena Bianchetti). L'8 e 9 settembre 2012 partecipa in qualità di giurata alla 73ª edizione di Miss Italia.

### Il ritorno conDetto fattosu Rai 2 e il nuovoVieni da mesu Rai 1
Dopo un periodo di assenza dalle scene dovuto alla maternità, il 18 marzo 2013 Caterina ritorna nel pomeriggio di Rai 2 con il programma Detto fatto; questa trasmissione, visti i buoni ascolti, viene confermata anche per le stagioni televisive 2013-2014 e 2014-2015. Sempre su Rai 2, conduce insieme a Savino Zaba la ventunesima edizione del Concerto di Natale. Nell'inverno del 2014 presenta la prima edizione dello spettacolo culinario Il più grande pasticcere. Nel giugno del 2015 conduce in prima serata due puntate speciali di Detto fatto, dal titolo Detto fatto Night. La stagione 2015-2016 la vede impegnata nella conduzione della quarta edizione di Detto Fatto e del nuovo spettacolo di Rai 2 Monte Bianco - Sfida verticale.
Nella primavera del 2017 porta a conclusione la quinta stagione del programma Detto fatto dove annuncia anche la sua seconda maternità. La trasmissione ricomincia a settembre, ma solo per il primo mese con la conduzione di Serena Rossi: Caterina infatti rientra a ottobre dopo la nascita della figlia avvenuta in agosto.
A partire dal 10 settembre 2018, conduce su Rai 1 Vieni da me, programma ispirato all'americano The Ellen DeGeneres Show, in onda dal lunedì al venerdì dalle ore 14:00 alle 15:40.
Il 30 ottobre 2018 esce in libreria il suo primo romanzo, Gli uomini sono come le lavatrici.
Il 29 maggio 2020, dopo 350 puntate, annuncia che abbandonerà Vieni da me per cause familiari legate all'epidemia covid19. Farà ritorno sulla rete il 29 gennaio 2021 nelle vesti inedite di giurata della seconda edizione dello show Il cantante mascherato. Dal 29 marzo 2021 entra nel mondo dei podcast con Ricomincio dal NO prodotto da Chora, podcast company diretta da Mario Calabresi. Nel febbraio del 2022 viene riconfermata giurata nello Spettacolo Il Cantante Mascherato di Milly Carlucci. Nell'estate 2022 torna in Rai per condurre il programma Help - Ho un dubbio.

### Le conduzioni su TV8 conChi vuole sposare mia mamma?e su LA7 conLingo - Parole in gioco
Sempre nel 2021 conduce su TV8 (di Sky) il docu-reality Chi vuole sposare mia mamma? Dal 12 settembre 2022 approda a LA7 per condurre nel preserale la terza incarnazione italiana del game show Lingo - Parole in gioco.

### Il ritorno su Rai 1 conLa volta buona
Dall'11 settembre 2023 torna, su Rai 1, per condurre il programma La volta buona, evoluzione di Vieni da me ed erede di Oggi è un altro giorno, di Serena Bortone.

## Controversie

### Iscrizione all'Ordine dei giornalisti
È stata iscritta dal 2002 all'Ordine dei giornalisti della Campania come giornalista pubblicista. Tuttavia negli anni l'Ordine le ha inflitto più volte sanzioni e sospensioni, anche di sei mesi, in quanto il codice deontologico vieta agli iscritti ogni forma di pubblicità commerciale. Dopo varie ammonizioni e provvedimenti sanzionatori Caterina Balivo ha annunciato nel 2019 la rinuncia all'iscrizione all'albo professionale.

## Vita privata
Ha avuto una lunga relazione con il dirigente d'azienda Nicola Maccanico, figlio di Antonio Maccanico. Ha avuto anche una relazione il dirigente finanziario Guido Maria Brera. La coppia si è sposata il 30 agosto 2014 a Capri con rito civile.
Nel 2017 è ospite su Rai 4 ad una puntata del programma Kudos - Tutto passa dal web. Durante la trasmissione, si sofferma sull'argomento relativo al feticismo del piede, e in particolare descrive la sua esperienza personale in merito, affermando di ricevere email di apprezzamento da parte di ammiratori feticisti, per i quali, in diverse occasioni, non ha mancato di mostrare sui social e sul web, alcune immagini dei suoi piedi, senza provare disagio al riguardo.

## Televisione
- Miss Italia (Rai 1, 1999[32], 2000[33], 2012, 2019[34])
- Scommettiamo che...? (Rai 1, 1999-2000) Valletta
- I raccomandati (Rai 1, 2000) Inviata
- Miss Italia Top (Rai 1, 2001)
- Bollicine (Stream News, 2003)
- Courmayeur on ice (Rai 1, 2003)
- Unomattina Estate Weekend (Rai 1, 2003)
- Unomattina Estate...In giardino (Rai 1, 2003)
- Unomattina (Rai 1, 2003-2005)
- Casa Raiuno (Rai 1, 2003-2004)
- L'anno che verrà (Rai 1, 2004-2005)
- Linea verde - Speciale Sanremo (Rai 1, 2005)
- Unomattina estate (Rai 1, 2005)
- I Nostri Angeli - Premio Luchetta (Rai 1, 2005)
- Non tentarmi (Rai 1, 2005)
- Festa italiana (Rai 1, 2005-2010)
- Telethon (Rai 1, 2005-2010, 2014-2015, 2017)
- Nel nome del cuore (Rai 1, 2007)
- Stasera mi butto (Rai 1, 2007)
- Napoli prima e dopo (Rai 1, 2007-2009)
- Dimmi la verità (Rai 1, 2008-2009)
- Miss Italia nel mondo (Rai 1, 2008-2009)
- Usa la testa! (Rai 1, 2008)
- I sogni son desideri (Rai 1, 2009)
- BravoGrazie (Rai 1, 2010)
- Motor Show (Rai 2, 2010)
- Pomeriggio sul 2 (Rai 2, 2010-2011)
- Detto fatto (Rai 2, 2013-2018)
- Concerto di Natale (Rai 2, 2013)
- Il più grande pasticcere (Rai 2, 2014)
- Detto fatto Night (Rai 2, 2015)
- Monte Bianco - Sfida verticale (Rai 2, 2015)
- Premio Internazionale del Vino (Rai 2, 2016)
- 60º Zecchino d'Oro (Rai 1, 2017) Giurata
- Vieni da me (Rai 1, 2018-2020)
- Il cantante mascherato (Rai 1, 2021-2022) Giurata
- Chi vuole sposare mia mamma o mio papà? (TV8, 2022-2023)
- Help - Ho un dubbio (Rai 2, 2022)
- Lingo - Parole in gioco (LA7, 2022-2023)
- La volta buona (Rai 1, dal 2023)
- GialappaShow (TV8, 2024)

## Radio
- Alfonso Signorini Show (Radio Monte Carlo, 2011-2012)
- Christmas Nightfly (Radio Monte Carlo, 2011)
- Ricomincio dal no – podcast (Spotify, Apple Podcast, Google Podcasts, Speaker, 2021)
- Cattivissim* (Rai Radio 2, 2021)

## Filmografia

### Cinema
- Il regalo di Anita (2003)
- Trifole - Le radici dimenticate (2024)

## Teatro
- Con le buone o con le cattive (2003)
- Trenta senza Lode (2003)

## Riconoscimenti
- 2008 – Telegatto Gran Premio Internazionale della TV come personaggio rivelazione[35]
- 2009 – Premio Regia Televisiva come personaggio rivelazione[36]
- 2020 – Cicciano International Awards donna dell'anno[35][36]